# Ulugh Muhammad Khan
Ulugh Muhammad Khan, Ulugh Muhammed o Olugh Mokhammad (tàtar: Oluğ Möxämmäd; a les fonts russes Ulanus) (mort el 1446) fou kan de l'Horda d'Or dues vegades i fundador del Kanat de Kazan. El seu origen és discutit. Podria ser fill de Jalal al-Din Khan i, per tant, net de Toktamix, o un descendent de Hassan Jefai, un parent de Toktamix, però era amb seguretat un jòcida i, per tant, un genguiskànida.

## Regnat a l'Horda d'Or
El 1416 Ulug Muhammad Khan va atacar l'Horda d'Or, va fer fugir a Tjekre Khan, protegit de Edigu i va fer presoner a aquest; però no va poder arribar a Sarai perquè els nogais van donar suport a Derwish Khan, del Quiptxaq oriental, que va disputar el tron a Ulugh i va governar uns tres anys; Ulugh Muhammad va tornar a atacar el 1419 i segurament va matar a Derwish Khan (del que no es parla més) i va enderrocar al seu germà petit, molt jove, de nom Sayyid Ahmad I que el va succeir i que va fugir als 45 dies.
Ulugh Muhammad va entrar a Sarai i va proclamar llavors kan a Kibak Khan, per segona vegada, el qual va regnar a Sarai fins vers el 1420. El juliol de 1420 Ghiyath al-Din Khan, que dominava a Crimea, va atacar Sarai que estava mal defensada i el mateix Ulugh Muhammad no estava preparat per l'atac, i fou assetjada; però Ulugh va aconseguir reagrupar la seva gent l'agost i va poder trencar el setge i fugir. Ghiyath al-Din Khan va ocupar la ciutat. Muhammad va fugir a l'est on va romandre dos anys. El 1422 Burrak Khan va atacar l'Horda d'Or però fou rebutjat; Ulugh Muhammad va aprofitar el moment i va retornar, però en un nou atac el 1423 Burrak va derrotar a Ulugh i a Ghiyat al-Din i va assolir el poder. A Crimea va agafar el relleu Dewletberdi (possible germà de Ghiyath al-Din Khan o fill de Tash Timur) i Ulugh va fugir a Lituània demanant ajut a Vitautes el Gran.
En absència de Burrak, que estava combatent als timúrides per la possessió de Sighnak (1427), Dewletberdi, que s'havia establert a Crimea, es va apoderar en algun moment de Sarai, on va regnar breument (es diu que tres dies). Però Ulugh, amb suport lituà, es va apoderar de Sarai, i Dewletberdi va tornar a les seves bases de Crimea, i s'erigia en el seu principal rival. Burrak va retornar i es va imposar breument a Dawlatberdi i a Ulugh; però a la mort de Burrak a mans de Muhammad el 831 de l'hègira (finals de 1427 o principis de 1428), que podria ser Ulugh Muhammad o el jòcida Kutjuk Muhammad (Kučuk Muhammad), un príncep que reclamava l'estepa entre el riu Ural i el Sirdarià, es va tornar a la situació anterior amb Ulugh a Sarai i Dewletberdi a Crimea. El 1430, al morir Vitautes de Lituània, Ulugh va haver de dedicar les seves forces a lluitar per Segimon I Kestutian contra Suidrigailo (Svitrigaila), germà de Jagelló, en la successió lituana, i Suidrigailo va donar suport a Dwalatberdi que es va mantenir com a kan a Crimea uns dos anys més.

## Lituània
En el seu temps, el 1429, Vitautes de Lituània va fer una incursió al districte pantanós anomenat la Selva Negra, per castigar els novgorodians; els habitants se sentien en seguretat als seus pantans; Vitautes va assetjar Porkof. Un gran canó (transportat per 40 cavalls) va enfonsar amb un sol tret la torre i la muralla, però el canó va explotar; no obstant la ciutat va preferir pagar 5000 rubles a canvi de pau. Nóvgorod també va fer propostes en aquest sentit i Vitautes es va acontentar amb els diners (10.000 rubles) més 1000 rubles pels presoners. El 1430 Vitautes tenia 80 anys i va prometre al seu net Basili II de Moscou no interferir als afers de Nóvgorod i Pskov. Basili II el va anar a veure; a la seva cort, segurament la més poderosa d'Europa, es reunien els prínceps de Tver, Riazan, Odoev, Mazov, el kan Hacı I Giray de Crimea que s'havia fet de fet independent, Ilya, hospedar exiliat de Valàquia, l'ambaixador romà d'Orient, el gran mestre dels cavallers de Prússia i el gran comandant dels cavallers de Livònia, i Jagelló rei de Polònia. Es va celebrar una gran festa que va durar set setmanes; seguint els consells de l'emperador Segimon I del Sacre Imperi Romanogermànic, amb el que s'havia entrevistat el 1429, va planejar coronar-se com a rei de Lituània (coronació que faria el legat del papa), però els magnats polonesos s'hi van oposar per evitar que el seu regne caigués a l'ombra, i van rebre el suport del llegat del Papa. Segimon intentava separar els interessos de Polònia i els de Lituània i buscava la confrontació entre ambdós; la negativa va irritar a Vitautes que es va posar malalt i va morir poc després (27 d'octubre de 1430). El va succeir Suidrigailo, germà de Jagelló. Va intentar conquerir Podòlia i Volínia al seu germà sense èxit i va tenir bones relacions amb Basili II de Moscou i amb l'església grega, però era borratxo i dèbil; la noblesa va cridar al tron a Segimon I Kestutis, germà de Vitautes, que fou cruel i avariciós, mentre Suidrigalo va acanar com a nòmada a Moldàvia. Segimon I va regnar fins que fou assassinat pels prínceps de Chertorisk, Ivan i Alexandre (nets d'Olgerd), el 1340 i el va succeir Casimir IV Jagelló, fill de Jagelló, el germà del qual, Vladislau o Ladislau III, era llavors rei de Polònia i a la seva mort el 1444 es van unificar les corones de Lituània i Polònia

## Moscou
L'any 1429 els tàtars que nomaditzaven a Kazan van fer una incursió manats per un príncep, que va devastar Halicz, Kostromà, Plesso i Lug. Foren atacats per la gent de Riazan que els van arrabassar el botí i el príncep tàtar fou perseguit pels oncles del gran príncep de Moscou fins a Nijni Nóvgorod i la rereguarda aniquilada pel príncep de Starodub. A la tardor del 1430 un altre príncep tàtar de nom Haydar va atacar Lituània i va assetjar Mtsensk on el governador Gregori Protassief va plantar cara tres setmanes; creient una promesa del príncep va anar al campament dels assetjants i fou fet presoner sent enviat al kan Muhammad que honorablement el va alliberar i va castigar a Haidar. Pel mateix temps el príncep rus Feodor Pestri va fer una incursió a Bulgària del Volga i el país del riu Kama. La decisió del kan sobre el gran principat entre Basili II de Moscou i Yuri encara estava pendent i el 1428 per un tractat les dues partes van acordar que cadascuna conservaria el territori propi però el 1431 Yuri va atacar al seu nebot i aquest va apel·lar a Muhammad i els dos prínceps van anar a la seva cort; van arribar junts al camp del tàtar Minkulad, el darugha que estava estacionat a Moscou era un fidel partidari de Basili II però Yuri trobà el seu campió en Tegin Mirza (Karamzin l'anomena Teguinia) que se'l va emportar a passar l'hivern a Crimea i li va prometre el gran principat. Ivan Dimitrovitx, un boiar de Basili II, instigà l'hostilitat d'altres notables contra Tegin, al que va acusar de voler liquidar el domini tàtar sobre Rússia i Lituània; així Minkulad, Haydar i altres van començar a ser obertament hostils a Tegin i el kan Muhammed va prometre que mataria a Tegin si es declarava per Yuri. Quan aquest i Tegin van arribar a l'Horda el kan va convocar una assemblea que va presidir ell mateix per decidir l'afer en litigi. Basili II al·legava la nova norma successòria i Yuri l'antiga. El kan va fallar a favor de Basili II. Fou llavors quan Kutjuk Muhammad va començar la seva revolta contra Ulugh Muhammad i mercès a ella Tegin va poder assegurar al seu protegit les ciutats de Swenigorod, Rusi, Wishogorod i Dimitrov. Al seu retorn a Rússia, Ulan, delegat del kan, va entronitzar a Basili II a Moscou a l'església de la Verge; abans aquesta cerimònia es feia a Vladímir però ara simplement Vladímir era anomenada abans que Moscou en els títols del gran príncep.
El boiar Ivan va insistir després a casar-se amb la filla de Basili II però li fou refusada i se li va donar Maria, la filla de Yaroslav i neta de Vladímir el Brau (germà de Basili I de Moscou) que va refusar i va abandonar la cort i es va unir a Yuri a Galítzia; Yuri tenia dos fills, Basili l'Estràbic i Shemiaka, que va n anar a Moscou per la boda del gran príncep però es va descobrir que havien canviat el regal per un d'inferior i foren humiliats i es van retirar a la cort del pare. Els tres van incitar a Yuri que va reunir un exèrcit amb la que sobtadament va atacar a Basili II i el va fer presoner, assolant Moscou; es va establir com a gran príncep a Moscou i va cedir Kolomna al seu nebot (sota consell del boiar Simeó Morozov); però tant els nobles com el clergat i el poble estaven en contra del trencament de les regles successòries i tots van seguir a l'hereu en el seu exili, i Yuri es va quedar sol fins que va optar per retornar el tron al seu nebot; els dos fills es van revenjar de Morozov i el van assassinar. Però al cap de poc la lluita tornava a esclatar i Yuri altre cop va ocupar Moscou i va fer presoneres a Sofia, la mare de Basili, i a l'esposa d'aquest; el mateix Basili va poder fugir a Mologa, Kostroma, i finalment a Nijni Nóvgorod. Yuri va recuperar el títol de gran príncep quan tenia 60 anys; va distribuir el seu territori propi entre els seus fills als que va ordenar contribuir en 1.026 rubles a pagar el tribut de 7000 rubles al kan.
Vasili l'Estràbic això no obstant, es va proclamar successor del seu pare; els seus germans no el van reconèixer i el van expulsar de Moscou i van reconèixer altre cop a Basili II. Aquest els va recompensar i Shemiaka va rebe part dels principats d'Uglitx i Kíev. L'Estràbic va agafar les armes i va assolar les fronteres del gran principat i del territori de Nóvgorod; Shemiaka, sospitós d'ajudar-lo, fou empresonat a Moscou; en la lluita que va seguir entre els dos Basilis, l'Estràbic fou capturat pel seu rival i se li van treure els ulls. Shemiaka va ser alliberat i va recuperar el seu feu. Poc després Basili II va castigar els novgorodians que havien imposat un tribut a Ustiughe, una dependència de Moscou; Nóvgorod va haver de pagar una multa de 8.000 rubles.
El metropolità Foci va morir el 1431 i durant sis anys el càrrec va restar vacant. Gerassin de la Petita Rússia va intentar usurpar les funcions però el clergat rus s'hi va oposar; finalment un concili va elegir al nou metropolità en la persona de Jonàs, bisbe de Riazan; però mentre el patriarca de Constantinoble havia consagrat a Isidor de Tessalònica un erudit religiós versat en teologia grega i llatina i amic del papa Eugeni IV; el tron de Bizanci estava ocupat per Joan VIII Paleòleg (1425-1448) casat (vidu) de la princesa russa Anna de Moscou, amb ja molt poc poder davant la creixent influència otomana i el Papa li havia promès una croada dels estats europeus a condició de la unió de les esglésies grega i llatina en un concili a celebrar a Itàlia i l'emperador, el seu germà el dèspota Demetri, Josep patriarca de Constantinoble, i 700 clergues grecs, van sortir de Bizanci el 24 de novembre de 1437 cap a Itàlia. L'església russa va acceptar a Isidor. Gerassim fou cremat viu a Vítsiebsk per orde de Suidrigailo per haver mantingut secretament contactes amb el seu rival Segimon I i Isidor tenia un ampli reconeixement i va anar també a Itàlia sortint el 8 de setembre de 1437, erigint-se en campió de la causa llatina i sent molt ben rebut.
El concili en qüestió fou el famós concili de Florència amb quatre punts: la processó de l'Esperit Sant; la utilització de les hòsties només pels sagraments, el purgatori i la supremacia del Papa. Isidor va donar suport a la unió i fou nomenar llegat apostòlic del Nord, retornant a casa via Venècia i Hongria arribant a Moscou la primavera del 1440. Però Basili II no va acceptar l'acord i va declarar heretge a Isidor. Va convocar un concili de bisbes i boiars (que li eren favorables) i va declarar nuls els acords; va empresonar a Isidor que no obstant va poder fugir arribant a Roma. Jonàs de Riazan fou ara reconegut com a metropolità i com que l'emperador romà d'Orient s'havia hagut de declarar per Roma, no va anar a ser consagrat a Constantinoble, i la cerimònia es va fer a Moscou. Els bisbes de Lituània i Petita Rússia van donar suport com a metropolità seu a Gregori de Bulgària, seguidor d'Isidor, i com ell partidari de la unió, que tenia seu a Kíev i governava les diòcesis de Briansk, Smolensk, Peremysl, Turov, Lutsk, Vladímir, Polotsk, Kholm i Galítzia.
El 1441 la lluita entre Basili II i el seu cosí Shemiaka es va reprendre: Shemiaka va fer un atac a Moscou que no va tenir èxit i es va retirar al seu feu. D'altra banda Basili II estava enfrontat a Casimir IV Jagelló de Lituània perquè havia donat asil al seu enemic Yuri, el fill de Lugveni, cosa que va portar a la guerra el 1444; l'hivern d'aquest any Basili II va enviar dos prínceps tàtars contra Briansk i Viazma, i el país fins a Smolensk fou assolat; els lituans es van revenjar saquejant amb 7.000 homes la rodalia de Koselsk, Kaluga, Moyaisk i Vereia, i van derrotar el contingent rus enviat contra ells; després es van retirar.

## Darrers anys a Sarai
Moscou va seguir pagant regularment el tribut al kan Ulugh Muhammad. El regnat d'aquest a Sarai s'estava acabant: el 1437 el rebel Kutjuk Muhammad (Muhammad el Petit) el va derrotar. Ulugh Muhammad (Muhammad el Gran) es va refugiar a Rússia on esperava ser rebut per Basili II, però aquest el va rebutjar i va convocar un continent per reforçar l'orde d'expulsió; no obstant aquestes forces foren aniquilades per les inferior en nombre d'Ulugh Muhammad; aquest es va retirar al país dels morduins i a la Bulgària del Volga on va reconstruir Kazan i s'hi va establir i de fet va esdevenir kan separat (Kanat de Kazan).

## Khan de Kazan

### Antecedents de Kazan
El país de Kazan era conegut com a Bulgària del Volga i estava habitat pels moderns txuvatxos, xeremissos (votiaks) i morduins. Bolghar, en aquesta regió, era una ciutat repetidament esmentada com a lloc d'encunyació de moneda. Una horda dependent hi nomaditzava i sembla que tenia una kans autònoms i no és clar si eren de la família d'Ulugh Muhammad o aquest va usurpar el poder.
El 1370 Dimitri Constantinovitx de Súzdal va enviar al seu germà Boris i al seu fill Basili contra Bulgària del Volga on era kan Hassan (Haydar?) que s'havia apoderat de la regió durant o després del regnat de Berdibeg (vers 1359); Hassan o Haydar fou apartat del tron on es va posar al fill de Bak (?) potser una transcripció de Beg, i potser aquest fill era Haydar (1369) però Howorth pensa que Hasan va obtenir autoritat sobre la Bulgària del Volga vers 1370 amb el suport de Demetri de Súzdal, el seu germà Boris i el fill Basili, i que conservava aquesta autoritat vers el 1376 any en què els fills de Demetri de Súzdal, aliats als moscovites, i manats pel príncep Demetri Mikhailovitx, van avançar cap a Kazan on governaven Hasan i Muhammad Sultan. La gent de Kazan, amb camells, va intentar oposar-se als cavallers russos, però aquests van cremar els seus pobles i els seus quarters d'hivern i els seus bots i van obligar a Hasan i a Muhammad Sultan a pagar un tribut de 2000 rubles. Això lligaria amb el fet que Hasan fos en realitat el kan Hasan Beg Khan de l'Horda d'Or (1367-1371).
Sembla que encara governava a Bulgària del Volga quan va fer la seva expedició el xibànida Arab Shah Khan vers 1377. En la campanya de Toktamish contra Tamerla s'esmenta el contingent de Bulgària del Volga com a separat. El 1391 Nóvgorod va fer una incursió a les ciutats de Yukotin i Kazan, i les va assolar. El 1395 Toktamish fou greument derrotat per Tamerlà i el 1399 el gran príncep Basili va enviar al seu germà Yuri amb un exèrcit que va capturar Bolghar, Iukotin, Kazan i Krementxuk; el país fou arrasat durant tres mesos i es va fer un important botí; des de llavors Basili es va titular príncep de Bulgària. En la segona expedició de Tamerla sembla que Hasan i Muhammad Sultan foren expulsats del poder local (en circumstàncies desconegudes, per mort o revolució o altres) i un cap de nom Abdul Khan i governava quan Tamerlà hi va arribar; era el pare de dos caps anomenats Altun Bek Khan i Alim Bek Khan. Tamerlà hauria destruït Kazan que la tradició fa reconstruir a un cap de nom Ilkhan Khan. El 1411 Daniel Borisovitx un dels prínceps de Nijni Nóvgorod, al front de la guàrdia dels prínceps de Bulgària (?) va derrotar a Peter Dimitrovitx, germà del gran príncep Basili, a Liskof, mentre Talix, vioivoda de Daniel, ajudat per l'hereu de Kazan, amb menys de 500 homes russos i tàtars van saquejar l'antiga ciutat de Vladímir, però després els tàtars de Kazan van abandonar a Daniel i van tornar a casa amb el seu botí. No hi ha dubte que Ulugh Muhammad tenia una base forta de poder (tot i que no se sap segur si era a Bulgària del Volga) doncs es va erigir en defensor de la família de Toktamix i va poder imposar almenys un kan l'Horda d'Or des de 1419 abans d'esdevenir kan per a si mateix.

### Fundació o refundació del kanat
Després de ser enderrocat a Sarai es va retirar a Bielef a la frontera de Lituània, confiant en el gran príncep de Moscou per recuperar el tron. El gran príncep li va permetre establir-se a la riba de l'Oka al districte de Bielef (posterior govern de Tula) però a causa de les queixes de Kutjul Muhammad li va haver d'ordenar abandonar la zona, cosa que Ulugh Muhammad va sentir com un greuja i així ho va exposar en una carta al gran príncep que s'ha conservat, on diu que la seva actitud d'amistat no canviarà per la seva ingratitud i que ho podrà comprovar si un dia recuperava el seu regne. El gran príncep, per forçar la seva sortida, va enviar un exèrcit a Bielef; Ulugh va tractar de parlamentar però els caps de l'exèrcit, Shemiaka i Demetri, cosins del gran príncep, no el van voler escoltar però quan s'anava a iniciar la batalla el pànic va prendre entre les tropes russes que es van desbandar; Ulugh Muhammad no els va perseguir però va poder negociar una sortida en condicions i es va dirigir cap al país dels morduins i a Kazan que va restaurar.

### Regnat
El 1439 Ulugh Muhammed va atacar Moscou que fou abandonada per Basili que es va retirar al Volga deixant encarregada la defensa al príncep lituà Yuri Patrikievitx. Els tàtars no eren prou forts per capturar la ciutat i es van acontentar de saquejar la rodalia i cremar Kolomna, retornant amb el boti al seu campament.
No hi ha notícies seves durant cinc anys i el 1444 apareix en possessió de Nijni Nóvgorod on va passar l'hivern de 1444 a 1445. A la primavera del 1445 va marxar a Múrom i llavors va enviar un exèrcit manat pels seus fills Mahmudek i Yakub a atacar Moscou. El gran príncep va reunir un exèrcit i els seus cosins Shemiaka i Ivan de Moyaisk, Miquel (el seu germà) príncep de Vereia, i Basili de Borosk, net de Vladímir el Brau, van unir les seves forces. Ulugh Muhammad es va retirar i només un contingent reduït fou derrotat per l'avantguarda russa, però Basili no es va voler arriscar a una campanya d'hivern i va ordenar la retirada. El 1446 Ulugh Muhammad va fer una nova invasió quan les forces moscovites s'havien escampat; amb les milícies de Moscou, i les forces enviades pel voivoda de Nijni Nóvgorod (que els tàtars havien cremat i abandonat) i els prínceps de Moyaisk, Vereia i Borosk. Shemiaka es va abstenir; el príncep tàtar Berdata es va passar als russos que amb les forces reunides van acampar prop de Súzdal, a la vora del Kamenka, amb uns 1.500 homes; tot i la seva inferioritat van atacar a l'enemic prop del monestir de Sant Eufemi; els tàtars finalment es van retirar i els moscovites van començar a saquejar els morts, però la retirada era un engany i llavors van retornar i els van aniquilar; el gran príncep va quedar ferit en una mà (va perdre alguns dits) i va rebre diverses ferides no mortals (13 al cap) i fou fet presoner junt amb Miquel de Vereia i els principals boiars. Llavors els tàtars van saquejar la rodalia. Moscu esperava l'atac i el Kremlin (que llavors era de fusta) es va destruir en un incendi i la ciutat va quedar abandonada pels personatges principals (la mare i esposa del gran príncep, i els principals boiars, que es van retirar a Rostov, i el príncep de Tver que va aprofitar per anar a fer una ràtzia a Torjek. Però els tàtars es va retirar amb el botí i el seu presoner sense atacar la ciutat. Ulugh va enviar un missatger de nom Biguix a Shemiaka, cosí i rival de Vasili, i va fer un tractat amb ell (va estar representat pel seu secretari Teodor Dubenski) pel que fou reconegut com a gran príncep vassall del kan. La tardança de l'ambaixador tàtar i l'atac a Kazan d'un príncep búlgar, va aconsellar a Ulugh Muhammad d'alliberar a Basili contra el pagament d'un rescat (petit) i va poder tornar a Moscou però abans fou capturat per Shemiaka i cegat. Aquest acte va posar al compassiu Ulugh Muhammad al costat de Basili i després el va ajudar a la lluita contra el seu cosí i va enviar (tardor de 1446) un exèrcit manat pels seus fills Muhmadek i Yakub.
Mentre el príncep Libey (Ali Bey, també esmentat com Asyi que podria ser "Ghazi") es va apoderar de Kazan. Ulugh Muhammad no hauria pogut retornar a la seva antiga capital i fou assassinat pel seu fill Mahmudek Khan a Kurmuix. Al mateix temps Mahmudek va fer matar el seu germà petit Yusuf (tardor del 1446). Mahmudek el va succeir.